# Edmund Arbuckle Burke
Edmund Arbuckle Burke (Toronto, Canadà, 1876 - Flintridge, prop de Pasadena, Califòrnia, 19 de febrer de 1970) fou un cantant d'òpera de la corda de baix.
Estudià la carrera de dret, graduant-se llicenciat en la Mac Gill University. El 1902 passà a Londres i animat per alguns professors de l'ensenyança del cant, pel que Burke tenia vocació, durant tres anys cursà estudis en el Royal College of Music, i altres anys a París, on completà la seva educació artística. Feu la seva presentació en públic a Montpeller, el 1906 i poc temps després actuà a Niça. La seva potent i ben timbrada veu de baix, així com els seus dots de cantant i d'actor, li guanyaren ben aviat un ben cimentat renom, que hagué de confirmar en les principals escenes líriques de França, Itàlia i Anglaterra. També fou un notable intèrpret de lieder. Les seves versions de personatges wagnerians mereixeren sempre grans elogis de la critica. Va cantar a la Metropolitan a Nova York (1922-25) però va interrompre per les conseqüències tardives d'una ferida encorreguda quan servia a la Primera Guerra Mundial. Després va abandonar la carrera i treballar per a una empresa privada.